# Walter Montgomerie Neilson
Walter Montgomerie Neilson (Glasgow, 28 novembre 1819 – Firenze, 8 luglio 1889) è stato un ingegnere scozzese.
Suo padre era James Beaumont Neilson, inventore dell'altoforno. Walter fece tiocinio come ingegnere nella Oakbank Foundry posseduta dallo zio John Neilson. Lavorò anche per St Rollox Engine Works a Glasgow. Nel 1843 gli fu affidato il controllo dell'azienda familiare chiamata originariamente Neilson & Mitchell, in seguito Neilson & Co. La sede della compagnia era in Hydepark Street nel centro di Glasgow prima di espandersi includendo la vicina Finnieston Street. La compagnia iniziò costruendo motori navali ma si espanse velocemente costruendo anche locomotive. Le locomotive Neilson vennero esportate in tutto il mondo e ne esistono tuttora in India, Sud Africa e Nuova Zelanda.
Alla morte del padre nel 1865, Walter ereditò la proprietà a Queenshill nel Kirkcudbright; la proprietà venne chiamata da quando vi si rifugiò Maria Stuarda, regina di Scozia, dopo la sconfitta del suo esercito a Langside nel 1568.
Walter sposò Janet Ellen Henderson nel 1867 a Livorno. Janet venive da una famiglia scozzese che intratteneva da tempo rapporti commerciali con la Toscana. Essi ebbero due figli, Elena Marion Montgomerie Neilson nel 1876 e Walter Montgomerie Neilson nel 1877.
La compagnia prosperò e quando Walter si ritirò dagli affari negli ultimi anni 70, il nome cambiò ancora per diventare Neilson, Reid & Co. James Reid lavorava con la compagnia da un lungo periodo e anche quando ci fu una rottura tra Reid e Neilson, la compagnia continuò a fondersi con altre nella North British Locomotive Company. Walter si ritirò a Queenshill ma trascorse i rigidi inverni britannici nella sua proprietà di Monte Picini vicino a Firenze dove morì all'età di 69 anni.